# Vatica lanceifolia
Vatica lanceifolia là một loài thực vật có hoa trong họ Dầu. Loài này được (Roxburgh) Blume miêu tả khoa học đầu tiên năm 1856.